# NGC 6228
NGC 6228 (również PGC 59007 lub UGC 10558) – galaktyka spiralna (Sb), znajdująca się w gwiazdozbiorze Herkulesa. Odkrył ją Albert Marth 28 czerwca 1864 roku.